# Kongobatis
Kongobatis (Batis minulla) är en fågel i familjen flikögon inom ordningen tättingar.

## Utbredning och systematik
Fågeln förekommer i skogar från sydöstra Gabon till västra Angola, Cabinda och angränsande Kongo-Kinshasa. Den behandlas som monotypisk, det vill säga att den inte delas in i några underarter.

## Status
IUCN kategoriserar arten som livskraftig.